# Tai Zong
Tai Zong, nato Zhao Kuangy (20 novembre 939 – 8 maggio 997), è stato un imperatore cinese, il secondo della dinastia cinese Song dal 976 al 997.
Era il fratello minore dell'imperatore Tai Zu. Il nome dinastico Tai Zong significa “Grande antenato”.

## Descrizione
Tai Zong è ricordato come un gran lavoratore ed un imperatore diligente. Il suo principale merito è stato la riunificazione della Cina tramite la conquista del Han settentrionale. Egli stesso condusse la campagna militare nel 979 e ordinò l'inondazione delle città nemiche liberando il fiume Fen. Il governatore del nord Han fu costretto ad arrendersi. 
Taizan prestò molta attenzione al benessere del suo popolo e rese il suo impero più prospero. Egli adottò la politica dell'imperatore precedente Zhou Shizong, che includeva l'aumento della produzione agricola, l'espansione del sistema degli esami imperiali, la compilazione di enciclopedie, l'espansione del servizio civile e l'ulteriore limitazione del potere dei Jiedushi.

## Regno dopo il 988
L'imperatore Tai Zong capì che non poteva superare suo fratello Tai Zu in termini di conquiste militari e di imprese, quindi decise di dedicarsi soprattutto allo sviluppo della dinastia e a nominare la sua successione. Egli istituì una serie di riforme economiche e letterarie che furono migliori di quelle del fratello. Iniziò anche molti progetti di costruzioni e introdusse nuovi sistemi, assenti nel regno dell'imperatore Tai Zu.
Tai Zong morì nell'anno 997 all'età di 57, dopo aver regnato per 21 anni. Gli successe il suo terzo figlio, che divenne l'imperatore Zhen Zong Song.